# Meike Köhler
Meike Köhler López, més coneguda com a Meike Köhler (Kiel, 1954), és una paleontòloga alemanya.
Nascuda l'any 1954 a la ciutat alemanya de Kiel, es llicencià en Ciències geològiques a la Universitat d'Hamburg al 1980 i, posteriorment, al 1988 es doctorà amb un treball sobre els bòvids del Miocè de Turquia dirigit per dirigit per Ulrich Lehmann. Entre 1980 i 1984 col·laborà científicament a la Universitat d'Hamburg, i des de 1985 a l'Institut Català de Paleontologia Miquel Crusafont de Sabadell, sent-ne membre del seu equip científic des de 1999. Des de l'any 2006 és professora d'investigació ICREA i des de 2009 dirigeix el grup de recerca en Paleobiologia Evolutiva. Des de l'any 2007 també exerceix de professora associada a la Universitat Autònoma de Barcelona.
La seva principal recerca versa en l'estudi de l'evolució de la història vital dels vertebrats, així com en l'evolució de la longevitat i l'envelliment, la mida corporal, el sistema nerviós, l'evolució de les espècies en condicions d'insularitat i en ambients amb recursos limitats, especialment centrada en artiodàctils i primats del Miocè.

## Premis i reconeixements
- Premi "Bartomeu Darder" de la Societat d'Història Natural de les Balears[3] (2010)
- Premi internacional d'investigació en paleontologia "Paleonturología 10" de Dinópolis (2010)
- Premi d'Excel·lència a la Recerca de la Universitat Autònoma de Barcelona (2010)
- Premi "Ciutat de Barcelona" de l'Ajuntament de Barcelona (1999)